# لوگوژ
شهر لوگوژ (به رومانیایی: Lugoj) در شهرستان تیمیش در کشور رومانی واقع شده‌است. جمعیت این شهر ۴۴٬۵۷۱ نفر  است.